# Casertana Football Club 2018-2019
Questa voce raccoglie le informazioni riguardanti la Casertana Football Club nelle competizioni ufficiali della stagione 2018-2019.

## Divise e sponsor
Per la stagione 2018-19 lo sponsor tecnico (per il secondo anno consecutivo) è Zeus Sport, mentre gli sponsor di maglia sono Caress (al centro della divisa) e Chris Tour (sulla parte destra del petto).
| Casa | Trasferta | Terza divisa |

## Organigramma societario

### Staff tecnico
Staff tecnico
- Gaetano Fontana - Allenatore
- Raffaele Esposito - Viceallenatore
- Giuseppe Trepiccione  - Preparatore atletico
- Giovanni Di Fiore - Preparatore dei portieri
- Antonio Pezzullo - Fisioterapista
- Luigi Ferrara - Fisioterapista
- Alessandro Gazzillo - Magazziniere
- Benito Gazzillo - Magazziniere

Staff sanitario
- Camillo Agnano - Medico sociale
- Emilio Lombardi - Medico sociale
- Emilio Taglialatela - Consulenze ortopediche
- Giovanni Zanforlino - Consulenze ortopediche
- Ferdinando Riello - Consulenze ecografiche

## Rosa
| N. |                    | Ruolo | Calciatore           |
| -- | ------------------ | ----- | -------------------- |
| 1  | Italia (bandiera)  | P     | Danilo Russo         |
| 2  | Italia (bandiera)  | D     | Pasquale Rainone     |
| 3  | Italia (bandiera)  | C     | Antonio Zito         |
| 4  | Italia (bandiera)  | D     | Vincenzo Ciriello    |
| 5  | Italia (bandiera)  | C     | Antonio Vacca        |
| 6  | Italia (bandiera)  | D     | Edoardo Blondett     |
| 7  | Italia (bandiera)  | C     | Simone De Marco      |
| 8  | Italia (bandiera)  | C     | Angelo D'Angelo      |
| 9  | Italia (bandiera)  | A     | Antonio Floro Flores |
| 10 | Italia (bandiera)  | A     | Luigi Castaldo       |
| 11 | Italia (bandiera)  | C     | Antonio Romano       |
| 12 | Croazia (bandiera) | P     | Marko Živković       |
| 13 | Italia (bandiera)  | D     | Filippo Lorenzini    |
| 14 | Italia (bandiera)  | C     | Luca Cigliano        |
| 15 | Italia (bandiera)  | C     | Salvatore Santoro    |
| 16 | Italia (bandiera)  | C     | Mattia Matese        |
| 17 | Italia (bandiera)  | D     | Paride Pinna         |

| N. |                      | Ruolo | Calciatore            |
| -- | -------------------- | ----- | --------------------- |
| 18 | Italia (bandiera)    | A     | Stefano Padovan       |
| 19 | Italia (bandiera)    | D     | Federico Pasqualoni   |
| 20 | Italia (bandiera)    | D     | Marco Ferrara         |
| 20 | Italia (bandiera)    | C     | Salvatore Muscariello |
| 21 | Argentina (bandiera) | A     | Luis Alfageme         |
| 21 | Argentina (bandiera) | D     | Imanol González       |
| 22 | Lituania (bandiera)  | P     | Marius Adamonis       |
| 23 | Italia (bandiera)    | C     | Nicola Mancino        |
| 24 | Italia (bandiera)    | A     | Gianluigi Chiacchio   |
| 25 | Italia (bandiera)    | C     | Mario Squillante      |
| 25 | Italia (bandiera)    | D     | Manuel Pascali        |
| 26 | Italia (bandiera)    | D     | Antonio Meola         |
| 27 | Italia (bandiera)    | D     | Nicola Longobardo     |
| 28 | Italia (bandiera)    | C     | Gabriel Pio Moccia    |
| 29 | Italia (bandiera)    | D     | Francesco Leonetti    |
| 30 | Italia (bandiera)    | A     | Giuseppe Zaccaro      |
| 31 | Italia (bandiera)    | P     | Antonio Amoroso       |

## Calciomercato

### Sessione estiva(dal 01/07 al 31/08)
| Acquisti | Acquisti             | Acquisti        | Acquisti      |
| R.       | Nome                 | da              | Modalità      |
| -------- | -------------------- | --------------- | ------------- |
| P        | Marius Adamonis      | Lazio           | prestito      |
| P        | Danilo Russo         | Venezia         | definitivo    |
| P        | Marko Zivković       | Dinamo Zagabria | definitivo    |
| D        | Edoardo Blondett     | Catania         | definitivo    |
| D        | Marco Ferrara        | Villarosa       | fine prestito |
| D        | Federico Pasqualoni  | Cosenza         | definitivo    |
| C        | Angelo D'Angelo      | Avellino        | svincolato    |
| C        | Nicola Mancino       | Siracusa        | definitivo    |
| C        | Angelo Moretta       | Aversa Normanna | fine prestito |
| C        | Antonio Vacca        | Parma           | prestito      |
| C        | Antonio Zito         | Salernitana     | definitivo    |
| A        | Luigi Castaldo       | Avellino        | svincolato    |
| A        | Antonio Floro Flores |                 | svincolato    |
| A        | Stefano Padovan      | Juventus        | prestito      |

| Cessioni | Cessioni              | Cessioni       | Cessioni      |
| R.       | Nome                  | a              | Modalità      |
| -------- | --------------------- | -------------- | ------------- |
| P        | Michele Avella        | Matelica       | prestito      |
| P        | Daniele Cardelli      | Pisa           | fine prestito |
| P        | Francesco Forte       | Viterbese      | definitivo    |
| P        | Raffaele Gragnaniello | Nola           | svincolato    |
| D        | Emanuele D'Anna       |                | svincolato    |
| D        | Mario Finizio         | Vibonese       | svincolato    |
| C        | Giuseppe Carriero     | Parma          | fine prestito |
| C        | Francesco De Rose     | Südtirol       | svincolato    |
| C        | Francesco Forte       | Fidelis Andria | svincolato    |
| C        | Ivan Rajčić           |                | svincolato    |
| A        | Alessandro De Vena    | Avellino       | svincolato    |
| A        | Francesco Minale      | Gragnano       | svincolato    |
| A        | Andrea Tripicchio     | Crotone        | fine prestito |
| A        | Gianluca Turchetta    | Lecce          | fine prestito |

### Sessione invernale(dal 03/01 al 31/01)
| Acquisti | Acquisti        | Acquisti         | Acquisti   |
| R.       | Nome            | da               | Modalità   |
| -------- | --------------- | ---------------- | ---------- |
| D        | Imanol González | Senglea Athletic | definitivo |
| D        | Manuel Pascali  | Cosenza          | definitivo |

| Cessioni | Cessioni            | Cessioni      | Cessioni   |
| R.       | Nome                | a             | Modalità   |
| -------- | ------------------- | ------------- | ---------- |
| D        | Marco Ferrara       | Cavese        | definitivo |
| C        | Mario Squillante    | Battipagliese | prestito   |
| A        | Luis Alfageme       | Avellino      | svincolato |
| A        | Gianluigi Chiacchio | Sarnese       | prestito   |

## Risultati

### Serie C

#### Girone d'andata
| Arbitro: | Ayroldi (Molfetta) |

|                                                  |           |               |
| Lorenzini 32’ Pasqualoni 47’ Castaldo 50’ (rig.) | Marcatori | 13’ Sciamanna |

| Arbitro: | Santoro (Messina) |

|                                              |           |              |
| Maistro 45+3’ (rig.) Gallifuoco 90+5’ (rig.) | Marcatori | 15’ Alfageme |

| Arbitro: | Vigile (Cosenza) |

|                               |           |                    |
| Rainone 8’ (aut.) Starita 78’ | Marcatori | 90+4’ Floro Flores |

| Arbitro: | Sozza (Seregno) |

|                                  |           |           |
| Castaldo 31’ (rig.) D'Angelo 61’ | Marcatori | 28’ Malta |

| Arbitro: | Cipriani (Empoli) |

|           |           |                           |
| Sarao 38’ | Marcatori | 73’ Rainone 90+4’ Padovan |

| Arbitro: | Camplone (Pescara) |

|                  |           |             |
| Floro Flores 90’ | Marcatori | 24’ Curiale |

| 16 ottobre 2018 7ª giornata |  | – (turno di riposo) |  |  |

| Arbitro: | Meleleo (Casarano) |

|                            |           |                   |
| Dammacco 38’ Stendardo 54’ | Marcatori | 50’, 67’ Castaldo |

| Arbitro: | Amabile (Vicenza) |

|                  |           |              |
| Floro Flores 11’ | Marcatori | 50’ Prezioso |

| Arbitro: | Nicoletti (Catanzaro) |

|          |           |              |
| Calò 90’ | Marcatori | 30’ Castaldo |

| Caserta 10 novembre 2018, ore 14:30 CET 11ª giornata | Casertana          | 0 – 0 referto | Trapani | Stadio Alberto Pinto (1 994 spett.)\| Arbitro: \| Ayroldi (Molfetta) \| |
| Arbitro:                                             | Ayroldi (Molfetta) |               |         |                                                                         |

| Viterbo 17 novembre 2018, ore 18:30 CET 12ª giornata | Viterbese Castrense | 0 – 0 referto | Casertana | Stadio Enrico Rocchi (1 200 spett.)\| Arbitro: \| De Santis (Bari) \| |
| Arbitro:                                             | De Santis (Bari)    |               |           |                                                                       |

| Arbitro: | Annaloro (Collegno) |

|                                                            |           |               |
| D'Angelo 24’ Alfageme 30’ De Marco 55’ Castaldo 81’ (rig.) | Marcatori | 57’ Cappiello |

| Arbitro: | Zingarelli (Siena) |

|  |           |             |
|  | Marcatori | 4’ De Marco |

| Arbitro: | Marini (Trieste) |

|  |           |            |
|  | Marcatori | 79’ Mangni |

| Siracusa 12 dicembre 2018, ore 14:30 CET 16ª giornata | Siracusa         | 0 – 0 referto | Casertana | Stadio Nicola De Simone (1 177 spett.)\| Arbitro: \| Zufferli (Udine) \| |
| Arbitro:                                              | Zufferli (Udine) |               |           |                                                                          |

| Arbitro: | Gariglio (Pinerolo) |

|  |           |                 |
|  | Marcatori | 57’ Sandomenico |

| Arbitro: | Natilla (Molfetta) |

|            |           |  |
| França 66’ | Marcatori |  |

| Arbitro: | Moriconi (Roma 2) |

|             |           |              |
| Padovan 31’ | Marcatori | 90’ Esposito |

#### Girone di ritorno
| Arbitro: | Cipriani (Empoli) |

|               |           |                        |
| De Rosa 90+3’ | Marcatori | 14’ Pinna 28’ Castaldo |

| Arbitro: | Angelucci (Foligno) |

|                           |           |            |
| Castaldo 51’ Blondett 75’ | Marcatori | 73’ Brumat |

| Arbitro: | Rossetti (Ancona) |

|                                      |           |  |
| Rainone 21’ Castaldo 43’ Padovan 53’ | Marcatori |  |

| Arbitro: | Meraviglia (Pistoia) |

|                                     |           |                   |
| Figliomeni 16’ Bianchimano 23’, 45’ | Marcatori | 61’, 68’ Castaldo |

| Arbitro: | Pashuku (Albano Laziale) |

|             |           |  |
| Rainone 13’ | Marcatori |  |

| Arbitro: | D'Ascanio (Ancona) |

|                                      |           |  |
| Carriero 51’ Marotta 61’ Curiale 80’ | Marcatori |  |

| 13 febbraio 2019 26ª giornata |  | – (turno di riposo) |  |  |

| Caserta 17 febbraio 2019, ore 20:30 CET 27ª giornata | Casertana | 3 – 0 (a tavolino) | Matera | Stadio Alberto Pinto |

| Arbitro: | Paterna (Teramo) |

|               |           |               |
| Camilleri 71’ | Marcatori | 90+3’ Mancino |

| Caserta 3 marzo 2019, ore 18:30 CET 29ª giornata | Casertana         | 0 – 0 referto | Juve Stabia | Stadio Alberto Pinto (0 spett.)\| Arbitro: \| Amabile (Vicenza) \| |
| Arbitro:                                         | Amabile (Vicenza) |               |             |                                                                    |

| Arbitro: | Zingarelli (Siena) |

|                                   |           |  |
| Taugourdeau 15’ Evacuo 62’ (rig.) | Marcatori |  |

| Arbitro: | Tremolada (Monza) |

|                                        |           |                                                           |
| Meola 31’ Castaldo 54’ (rig.) Zito 63’ | Marcatori | 22’ (rig.), 34’ (rig.) Pacilli 45+2’ Conev 86’ Mignanelli |

| Arbitro: | Arace (Lugo) |

|                            |           |                                |
| Cesaretti 26’ Parigi 45+1’ | Marcatori | 12’ Romano 42’ (rig.) Castaldo |

| Arbitro: | Pasciuta (Ravenna) |

|              |           |                           |
| Castaldo 53’ | Marcatori | 46’ Awua 57’ (rig.) Negro |

| Arbitro: | Longo (Paola) |

|  |           |              |
|  | Marcatori | 63’ Castaldo |

| Arbitro: | Gualtieri (Asti) |

|                          |           |                    |
| Castaldo 58’ (rig.), 76’ | Marcatori | 10’ (rig.) Vázquez |

| Arbitro: | Marini (Trieste) |

|            |           |  |
| Kirwan 76’ | Marcatori |  |

| Caserta 28 aprile 2019, ore 15:00 CEST 37ª giornata | Casertana      | 0 – 0 referto | Potenza | Stadio Alberto Pinto (1 500 spett.)\| Arbitro: \| Rutella (Enna) \| |
| Arbitro:                                            | Rutella (Enna) |               |         |                                                                     |

| Arbitro: | Fontani (Siena) |

|  |           |                              |
|  | Marcatori | 4’, 45’ D'Angelo 73’ Rainone |

#### Play-off
| Arbitro: | Vigile (Cosenza) |

|               |           |  |
| Partipilo 19’ | Marcatori |  |

### Coppa Italia
| Arbitro: | Meleleo (Casarano) |

|                     |           |  |
| Alfageme 24’, 90+1’ | Marcatori |  |

| Arbitro: | Guccini (Albano Laziale) |

|                                                                 |                      |                                                                 |
| Giannetti 86’                                                   | Marcatori            | 88’ (rig.) De Vena                                              |
| Maiorino Giannetti Valiani Kozák Rocca Albertazzi Parisi Murilo | Tiri di rigore 7 – 6 | De Marco De Vena Romano Santoro Pinna Rainone Lorenzini Ferrara |

### Coppa Italia Serie C
| Arbitro: | Chindemi (Viterbo) |

|  |           |                              |
|  | Marcatori | 100’ El Ouazni 120+1’ Paponi |

## Statistiche

### Statistiche di squadra
| Competizione         | Punti | In casa | In casa | In casa | In casa | In casa | In casa | In trasferta | In trasferta | In trasferta | In trasferta | In trasferta | In trasferta | Totale | Totale | Totale | Totale | Totale | Totale | D.R. |
| Competizione         | Punti | G       | V       | N       | P       | GF      | GS      | G            | V            | N            | P            | GF           | GS           | G      | V      | N      | P      | GF     | GS     | D.R. |
| -------------------- | ----- | ------- | ------- | ------- | ------- | ------- | ------- | ------------ | ------------ | ------------ | ------------ | ------------ | ------------ | ------ | ------ | ------ | ------ | ------ | ------ | ---- |
| Serie C              | 51    | 18      | 8       | 5       | 4       | 27      | 16      | 18           | 5            | 6            | 7            | 19           | 22           | 36     | 13     | 12     | 11     | 46     | 38     | +8   |
| Coppa Italia         | -     | 1       | 1       | 0       | 0       | 2       | 0       | 1            | 0            | 1            | 0            | 1            | 1            | 2      | 1      | 1      | 0      | 3      | 1      | +2   |
| Coppa Italia Serie C | -     | 1       | 0       | 0       | 1       | 0       | 2       | 0            | 0            | 0            | 0            | 0            | 0            | 1      | 0      | 0      | 1      | 0      | 2      | -2   |
| Totale               | 51    | 20      | 9       | 5       | 5       | 29      | 18      | 19           | 5            | 7            | 7            | 20           | 23           | 39     | 14     | 13     | 12     | 49     | 41     | +8   |

### Andamento in campionato
| Giornata  | 1 | 2 | 3 | 4 | 5 | 6 | 7 | 8 | 9 | 10 | 11 | 12 | 13 | 14 | 15 | 16 | 17 | 18 | 19 | 20 | 21 | 22 | 23 | 24 | 25 | 26 | 27 | 28 | 29 | 30 | 31 | 32 | 33 | 34 | 35 | 36 | 37 | 38 |
| --------- | - | - | - | - | - | - | - | - | - | -- | -- | -- | -- | -- | -- | -- | -- | -- | -- | -- | -- | -- | -- | -- | -- | -- | -- | -- | -- | -- | -- | -- | -- | -- | -- | -- | -- | -- |
| Luogo     | C | T | T | C | T | C | – | T | C | T  | C  | T  | C  | T  | C  | T  | C  | T  | C  | T  | C  | C  | T  | C  | T  | –  | C  | T  | C  | T  | C  | T  | C  | T  | C  | T  | C  | T  |
| Risultato | V | P | P | V | V | N | – | N | N | N  | N  | N  | V  | V  | P  | N  | P  | P  | N  | V  | V  | V  | P  | V  | P  | –  | V  | N  | N  | P  | P  | N  | P  | V  | V  | P  | N  | V  |
| Posizione | 4 | 5 | 6 | 4 | 4 | 3 | 5 | 6 | 6 | 7  | 8  | 9  | 7  | 6  | 8  | 8  | 9  | 10 | 10 | 9  | 8  | 7  | 8  | 5  | 6  | 7  | 6  | 5  | 5  | 6  | 10 | 10 | 10 | 8  | 8  | 8  | 9  | 9  |

Legenda:

Luogo: C = Casa; T = Trasferta. Risultato: V = Vittoria; N = Pareggio; P = Sconfitta.